# Tyrannochthonius ovatus
Espèce
Tyrannochthonius ovatus est une espèce de pseudoscorpions de la famille des Chthoniidae.

## Distribution
Cette espèce est endémique de Martinique. Elle se rencontre sur la Montagne Pelée.

## Description
Le mâle holotype mesure 0,958 mm et la femelle paratype 1,034 mm.

## Publication originale
- Vitali-di Castri, 1984 : Chthoniidae et Cheiridiidae (Pseudoscorpionida, Arachnida) des Petites Antilles. Bulletin du Muséum National d'Histoire Naturelle, Paris, sér. 4, vol. 5, p. 1059-1078.